# Skeptical Science

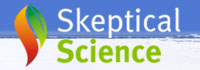
Logo de Skeptical Science

Skeptical Science (parfois abrégé SkS) est un blog scientifique sur le climat créé en 2007 par le scientifique australien en sciences cognitives John Cook.
En plus de publier des articles d'actualité concernant la climatologie et la politique climatique, le site contient une base de données d'articles critiquant les arguments avancés par les personnes climatosceptiques s'opposant au consensus scientifique sur le changement climatique.

## Concept
En 2007, John Cook lit un discours du sénateur américain James Inhofe, qui soutient que le changement climatique est un canular. Il crée alors Skeptical Science pour contrer les arguments classiques des climatosceptiques. Chaque article réfute une contre-vérité à partir de contre-exemples et d'articles scientifiques pertinents évalués par des pairs. Les articles sont divisés en trois niveaux de profondeur technique. De nombreux articles sont traduits en plusieurs langues dont le français. La structuration du site est principalement faite pour l'optimisation des résultats des moteurs de recherche.

## Projets
En plus des articles de blogue non catégorisés, le site publie des analyses plus approfondies d'un sujet particulier. Les sujets comprennent les « mythes du climat » promus par certains politiciens américains, l'exactitude des prévisions antérieures des scientifiques étudiant le réchauffement climatique, ainsi que des évaluations des affirmations des climatosceptiques anglo-saxons les plus connus.
En 2010, un rapport complet intitulé Climato-scepticisme:le guide scientifique est mis à disposition par Skeptical Science. Écrit par Cook et d'autres auteurs, le rapport s'appuie sur les diverses réfutations publiées et résume les preuves du réchauffement climatique et les failles des critiques des climatosceptiques.
En 2011, le livre Climate Change Denial: Heads in the Sand, coécrit par Cook et Haydn Washington, a été publié par l'éditeur britannique Earthscan. Le livre examine les façons dont le déni du réchauffement climatique anthropique se manifeste à travers les gouvernements et le public.
En mai 2013, Cook et d'autres contributeurs publient un article dans Environmental Research Letters (ERL) examinant le consensus scientifique sur le réchauffement climatique dans les articles évalués par des pairs publiés entre 1991 et 2011. Le document a été le plus téléchargé cette semaine de l'Institut de physique et a été largement cité dans des centaines de journaux, magazines, articles de blogue et articles scientifiques du monde entier. Il est également classé comme le 11e article scientifique le plus commenté de 2013. L'article a reçu le prix du «meilleur article de 2013» par le comité de rédaction d'ERL.
En 2013, Skeptical Science crée un site Web partenaire - Le Projet Consensus afin de sensibiliser le public au degré élevé de consensus scientifique sur le réchauffement climatique qui s'oppose à la croyance populaire d'un débat scientifique en cours. Il s'agit d'un écart cognitif sur le consensus. Le site a été créé pro bono par la firme de design et de publicité SJI Associates.
En 2013, Skeptical Science publie également un « widget logiciel » pour mettre en évidence l'accumulation de chaleur dans les systèmes climatiques de la Terre. Le widget comptabilise la chaleur ajoutée à partir d'une date de début définissable par l'utilisateur à l'aide de plusieurs échelles de mesure du monde réel : la chaleur équivalente à une bombe d'Hiroshima, à l'ouragan Sandy, à un tremblement de terre de magnitude 6.0, à l'explosion de Big Ben empli de dynamite ou à des millions de foudroiement. Un site web associé, 4hiroshimas.com, fournit les informations de base, y compris les références aux articles scientifiques sur lesquels le décompte est basé.
En 2015, Skeptical Science lance un cours en ligne ouvert à tous sur EdX intitulé « Comprendre le déni du réchauffement climatique ».

## Accueil
Le site est loué pour sa simplicité. Le biologiste Ove Hoegh-Guldberg le décrit comme « le site Web le plus important sur le changement climatique dans le monde » et le Washington Post comme le site Web « le plus important et le plus détaillé » pour contrer les arguments des climatosceptiques.
En septembre 2011, le site remporte le prix Eureka 2011 du Australian Museum dans la catégorie Avancement de la connaissance du changement climatique.

### Traduction
- (en) Cet article est partiellement ou en totalité issu de l’article de Wikipédia en anglais intitulé « Skeptical Science » (voir la liste des auteurs).